# Liste der Gemeindeverbände im Département Pyrénées-Orientales
Das Département Pyrénées-Orientales liegt in der Region Okzitanien in Frankreich. Es untergliedert sich in zwölf Gemeindeverbände.
Siehe auch: Liste der Gemeinden im Département Pyrénées-Orientales

## Gemeindeverbände

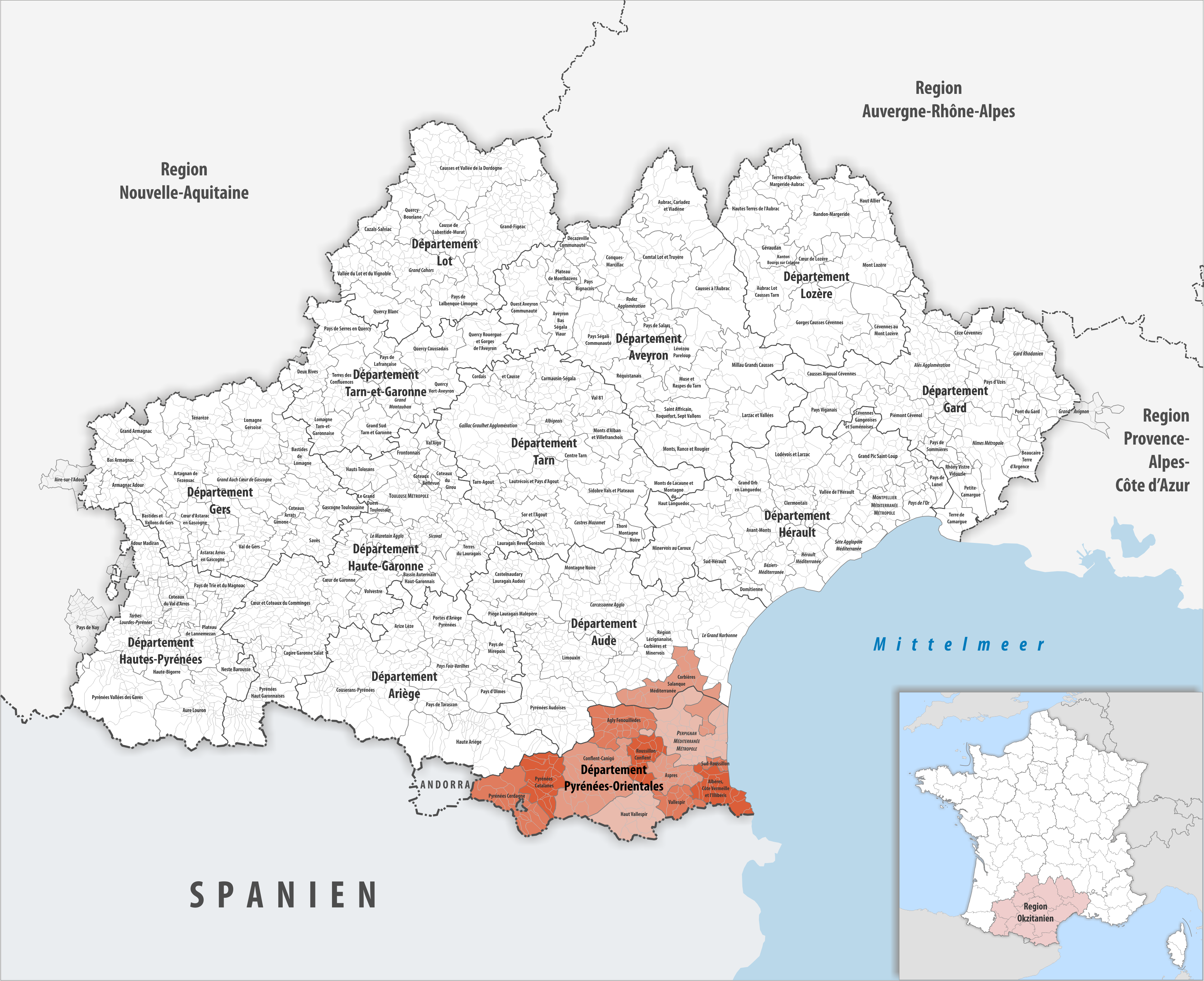
Gemeindeverbände im Département Pyrénées-Orientales

| Gemeindeverband                        | Gemeinden im Départ./Verband | Einwohner 1. Januar 2022 | Fläche km² | Dichte Einw./km² | SIREN- Nummer | Rechtsform             | Gründungsdatum    |
| -------------------------------------- | ---------------------------- | ------------------------ | ---------- | ---------------- | ------------- | ---------------------- | ----------------- |
| Agly Fenouillèdes                      | 24/24                        | 6.284                    | 368,06     | 17               | 246 600 423   | Communauté de communes | 20. Dezember 1996 |
| Albères, Côte Vermeille et l’Illibéris | 15/15                        | 57.632                   | 292,50     | 197              | 200 043 602   | Communauté de communes | 28. Mai 2013      |
| Aspres                                 | 19/19                        | 22.955                   | 231,50     | 99               | 246 600 449   | Communauté de communes | 24. Dezember 1997 |
| Conflent-Canigó                        | 45/45                        | 20.918                   | 785,90     | 27               | 200 049 211   | Communauté de communes | 5. Dezember 2014  |
| Corbières Salanque Méditerranée        | 3/21                         | 25.195                   | 549,15     | 46               | 200 070 365   | Communauté de communes | 8. Dezember 2016  |
| Haut Vallespir                         | 14/14                        | 9.814                    | 465,46     | 21               | 246 600 548   | Communauté de communes | 31. Dezember 2004 |
| Perpignan Méditerranée Métropole       | 37/37                        | 277.926                  | 628,58     | 442              | 200 027 183   | Communauté urbaine     | 27. Dezember 2010 |
| Pyrénées Catalanes                     | 19/19                        | 5.951                    | 352,65     | 17               | 246 600 464   | Communauté de communes | 17. Dezember 1997 |
| Pyrénées Cerdagne                      | 19/19                        | 8.709                    | 441,40     | 20               | 246 600 399   | Communauté de communes | 23. Dezember 1996 |
| Roussillon-Conflent                    | 15/15                        | 17.036                   | 221,51     | 77               | 246 600 415   | Communauté de communes | 20. Dezember 1996 |
| Sud-Roussillon                         | 6/6                          | 25.386                   | 40,73      | 623              | 246 600 282   | Communauté de communes | 15. Dezember 1992 |
| Vallespir                              | 10/10                        | 20.490                   | 183,93     | 111              | 246 600 373   | Communauté de communes | 24. Dezember 1996 |